# Kritsada Nonchai
Kritsada Nonchai (thailändisch ชัยณรงค์ บุญเกิด, * 2. Februar 1989) ist ein thailändischer Fußballspieler.

## Karriere
Kritsada Nonchai stand bis 2009 beim TOT SC in Bangkok unter Vertrag. Über die Stationen Phrae United, Roi Et United und Chiangmai FC wechselte er 2014 zum Erstligisten BEC Tero Sasana FC. 2015 wechselte der Torhüter zum ebenfalls in Bangkok beheimateten Bangkok FC. Der Verein spielte in der zweiten Liga, der Thai Premier League Division 1. Ende 2017 musste der Club als Tabellensiebzehnter den Weg in die Drittklassigkeit antreten. Kritsada Nonchai verließ den Club und schloss sich 2018 dem Erstligisten Ratchaburi Mitr Phol aus Ratchaburi an. Mit Ratchaburi stand er 2019 im Finale des FA Cup, dass man aber mit 0:1 gegen den Erstligisten Port FC verlor. Nach drei Erstligaspielen wechselte er Anfang 2020 zum Drittligisten Chiangrai City FC nach Chiangrai. Mit dem Klub spielte er in der Northern Region der Liga. Im Mai verließ er den Verein und schloss sich dem ebenfalls in der Northern Region spielenden Phitsanulok FC an. Mit dem Verein wurde er Vizemeister der Region. In den Aufstiegsspielen konnte man sich jedoch nicht durchsetzen. Nach der Saison wechselte er nach Chiangmai zum Ligarivalen  Maejo United FC.

## Erfolge
Ratchaburi MitrPhol FC
- Thailändischer Pokalfinalist: 2019